# 메리 카도레트
메리 카도레트(Mary Cadorette, 1957년 3월 13일 ~ )는 미국의 배우, 텔레비전 배우, 영화배우이다.
이스트하트퍼드에서 태어났다.

## 영화
- 랫 팩 (1998년)
- 도박사 4 (1991년)
- 몬스터 가족 (1988년)
- 스튜어디스 스쿨 (1986년)